# Енсин
Е́нсайн (англ. ensign [ˈɛnsən]; від давньофр. enseigne, «хоругва, штандарт») — військове звання молодшого офіцерського складу у збройних силах деяких країн, зазвичай у піхоті або на флоті. Назва походить від молодшого офіцера, що ніс хоругву, військовий прапор. Це звання було замінено на звання другого лейтенанта. Зазвичай енсайн був наймолодшим офіцером, окрім тих випадків коли використовували звання субалтерна. В той час арабське звання لواء, лоаа, ліва («прапор, корогва»), походить від назви підрозділу, який мав прапор, а не людини, яка його носила і тому зараз є рівноцінним званню генерал-майора.
У книзі Томаса Венса 1672 року «Military and Maritime Discipline in Three Books», серед завдань енсайна є не лише несення прапору, але допомога капітану та лейтенанту роти, а за їхньої відсутності виконувати їх обов'язки.
Французьке звання enseigne та польське chorąży походять від слів зі значенням «прапор». Іспанське alférez та португальське alferes також відносять до молодшого офіцерського складу нижче лейтенанта, завданням яких є носіння прапора, а тому часто перекладається як «енсайн». На відміну від інших мов, етимологія цього слова немає нічого спільного з прапорами, а походить від арабського «вершник» або «лицар». У Німеччині звання фенрих походить від більш давнього звання, Fahnenträger (прапороносець); проте, це кадетське звання, а не офіцерське  — те саме відноситься до нідерландського vaandrig, у якого схожа етимологія. У німецьких арміях ландскнехтів (1480), рівноцінним званням є корнет, яке давалося тим людям які несли штандарт війська (відомий як «корнет»). Воно досі використовується в артилерії та кавалерії Нідерландів (kornet).
Кодування НАТО — OF-1 (молодший).

## Аргентина
У Аргентині звання енсина використовують у ВПС та у жандармерії. Хоча в обох службах воно має різне значення. У ВПС звання енсин отримують новопризначені офіцери, у той час, як у жандармерії звання «енсин» рівноцінно армійському «лейтенанту».
У інших збройних силах Аргентини є рівноцінні звання: subteniente (що можна перекласти як «суб-лейтенант») в армії та guardiamarina (гардемарин) у флоті". В армії наймолодший суб-лейтенант полку (або іншого підрозділу) також несе прапор.

## Франція та Канада

Enseigne de vaisseau de première classe

Enseigne de vaisseau de deuxième classe

За старого порядку у Франції, як і в інших країнах, енсин (enseigne) ніс прапор піхотного полку. Як і в інших країнах, тут почали використовувати слово енсин для позначення офіцерів які несли прапор. Наприкінці 18 століття звання замінили на суб-лейтенант (sous-lieutenant). На флоті використовували звання енсин лінійного корабля (enseigne de vaisseau), яке було першим офіцерським званням. Деякий час воно мало назву суб-лейтенант лінійного корабля (sous-lieutenant de vaisseau) наприкінці 18-го століття, але незабаром було повернуто попередню назву.
Зараз звання використовують у Marine Nationale: Енсин лінійного корабля (enseigne de vaisseau) назва двох найнижчих офіцерських рангів (які відрізняються один від одного «першим класом», який дорівнює армійському лейтенанту, та «другим класом», який дорівнює армійському суб-лейтенанту.) Обидва звання використовують стиль лейтенанта.
Франкомовні офіцери канадських ВМС також використовують терміни enseigne de vaisseau de deuxième classe та de première classe для позначення суб-лейтенант стажиста та суб-лейтенанта. Проте, франко-канадські суб-лейтенанти використовують скорочення енсин замість лейтенант.
Звання «енсин» використовують для позначення других лейтенантів (НАТО OF-1) у полках канадської армії.

## Австрія та Німеччина
Fähnrich має паралельну етимологію зі словом ensign: воно також походить від німецького слова Fahne зі значенням «прапор»; у Німеччині та Австрії це звання відповідає званню підхорунжого. Слово Fähnrich походить від раннього німецького звання, Fahnenträger (буквально: «прапороносець»), і вперше почав використовуватися як військове звання 1 січня 1899.
Німецьке звання Fähnrich відносять до унтерофіцерів, яке отримують після фанен-юнкера (німецька армія) або гардемарин (німецький флот). Фенрих до рівноцінне звання до фельдфебеля (штаб-сержанта), але з обов'язками підхорунжого. Фенрих може отримати наступне звання Oberfähnrich (німецька армія, рівноцінно Hauptfeldwebel, або сержант першого класу) або Oberfähnrich zur See (німецький флот), до отримання звання офіцер. Німецьке звання фенрих не можна передати англійською як «енсин», щоб уникнути плутанини з офіцерським званням, а англійське військово-морське звання «енсин» не можна перекладати як «фенрих», оскільки воно рівноцінне званню «Leutnant zur See».

## Нова Зеландія

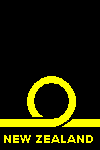
Погон ВМС Нової Зеландії

У Королівських новозеландських ВМС, на відміну від Королівських ВМС — у яких вони успадкували уніформу, відзнаки та традиції — створили власне звання енсина яке є рівноцінним до звання лейтенанта авіації ВПС та другого лейтенанта в армії. Звання йде після звання гардемарина. Як у лейтенанта авіації, відзнакою є одна тонка плетена смужка.
Одним з чинників появи звання енсин став той факт, що у ВМС не було рівноцінного звання до ВПС та арміїВеликої Британії. Іншим чинником стала співпраця Нової Зеландії зі збройними силами США, тому виникла потреба збалансувати систему рангів з системою яку використовували у ВМС США.

## Норвегія

Відзнака фенріка ВМС Норвегії

Відзнака норвезької армії та військ місцевої оборони

Рівноцінним званням у Королівських ВМС Норвегії, норвезькій армії та Королівських ВПС є звання fenrik (звання йде нижче звання лейтенанта). Раніше воно мало назву другий лейтенант (норвезькою: sekondløytnant), а звання лейтенанта називали прем'єр-лейтенант.
Звання можна отримати після року перебування у званні befalsskolen, з якого кандидат отримує звання сержанта і служить додатково три роки. Звання тимчасово дають солдатам зі званнями які рівноцінні унтерофіцерам, під час служби за контрактом. Це буває рідко і звання повертається після закінчення контракту.
Звання фенрік відповідає званню другого лейтенанта НАТО (OF-1), але обов'язки сильно відрізняються від інших армій. Хоча це і офіцерське звання, воно більше схоже на унтерофіцерське звання. Фенріка зазвичай є колишні сержанти без офіцерської освіти, і зазвичай виконують обов'язки свад-лідерів та сержантів взводів. Це відбувається через нестачу унтерофіцерів у норвезькій армії.
Річ у тому, що 1 липня 1975 корпус унтерофіцерів було скасовано, а тому старші унтерофіцери отримали офіцерські звання. Так oversersjant отримав звання фенрік, stabssersjant отримав звання лейтенант, а — згідно з «Hærordningen av 1. januar 1977» — найстарший унтерофіцер stabsserjant отримав звання капітан.
Відповідними званнями у Королівських ВМС є звання overkvartermester (kvartermester I klasse) та flaggkvartermester. Відповідними званнями у ВПС є vingsersjant та stabssersjant.
Відзнаку носять на манжеті (лише морська уніформа), на плечах або — частіше за все — на грудях. Розташування відзнаки на грудях є нововведенням, і було представлено на уніформі M-2000, яку носять унтерофіцери та офіцери всіх підрозділів збройних сил Норвегії.

## Польща
У польській армії рівноцінним «енсину» є «chorąży» (польським аналогом слова «прапор» є «chorągiew»). У Польщі, «енсин» не є офіцерським званням — воно є унтерофіцерським. До реформи 2007, солдати зі званням хорунжий входили до окремого корпусу унтерофіцерів. Нижче наведено різницю у званнях:
1. Молодший енсин
2. Енсин
3. Старший енсин
4. Старший штаб енсин

## Румунія
У румунських ВМС рівноцінним «енсину» є звання аспірант.

## Росія
У сучасній російській армії лінгвістичним еквівалентом унтерофіцерського звання є звання прапорщик, а на флоті — мічман.

## Словаччина
У збройних силах Словаччини еквівалентом є звання práporčík.

## Швеція
У Швеції використовується звання фенрік

## Велика Британія
До 1871, після введення звання другого лейтенанта, звання енсина було найнижчим офіцерським званням у піхотних полках британської армії (окрім фузилерів та стрільців, де завжди використовували звання другий лейтенант). Завданням енсинів було нести знамено полку. У 16 столітті слово «ensign» було спотворено на «ancient», і використовувалося у для позначення прапора та прапороносця. Зараз термін «енсин» ще використовують у полках гвардійської піхоти, наприклад під час церемонії винос прапору. Рівноцінним званням у кавалерії було звання корнет, яке також походило від назви прапора.

Комірцева відзнака з 1856 по 1871

## США
Звання енсин та корнет були скасовані в армії США Законом про організацію армії від 1815.
У ВМС США звання енсина було замінено на звання мічмана у 1862. Звання енсина є найменшим офіцерським званням у ВМС США, береговій охороні, НОКУОАП та ОКОЗ. Також звання використовують у морській службі США та у морському кадетському корпусі. Звання енсина йде перед званням молодшого лейтенанта і є рівноцінним званню другого лейтенанта в армії США, морській піхоті та у ВПС.
Згідно зі статутом, енсин може одразу після отримання призначення направлятися на корабель командиром дивізіону або протягом двох років проходити навчання спеціальності (наприклад, у льотній школі, школі збройних систем, школі штурманів, школі підводників, школі морського десанту, радарній школі).
Енсини, які стали командирами дивізіонів відповідають за команду дивізіону, що складається зі старшин та рядових (наприклад, інженерний, штурманський, зв'язку, сенсорів або озброєння), у той час навчаючись на флагманському кораблі морським системам, програмам та політиці від старших офіцерів.
Енсини ВМС та берегової охорони мають відзнаки на комірці. Відзнака являє собою одну золоту смужку.
|         |
| ВМС США |

|                  |
| Берегова охорона |

|                                                                                            |
| Національний офіцерський корпус управління океанографічними та атмосферними проблемами США |

|                                         |
| Офіцерський корпус охорони здоров'я США |

## У популярній культурі
- У всесвіті Star Trek енсин є наймолодше офіцерське звання.[7]